# Calimno

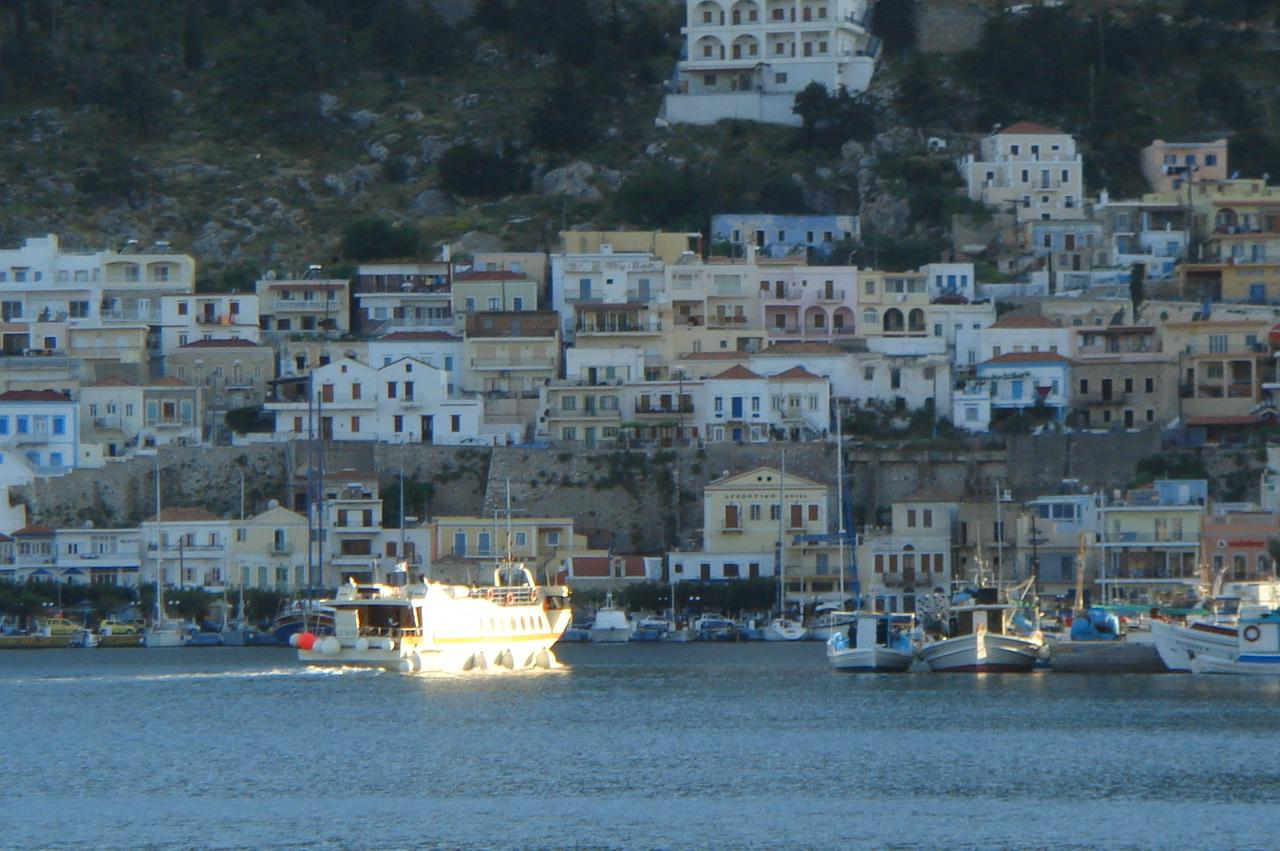
Pothia

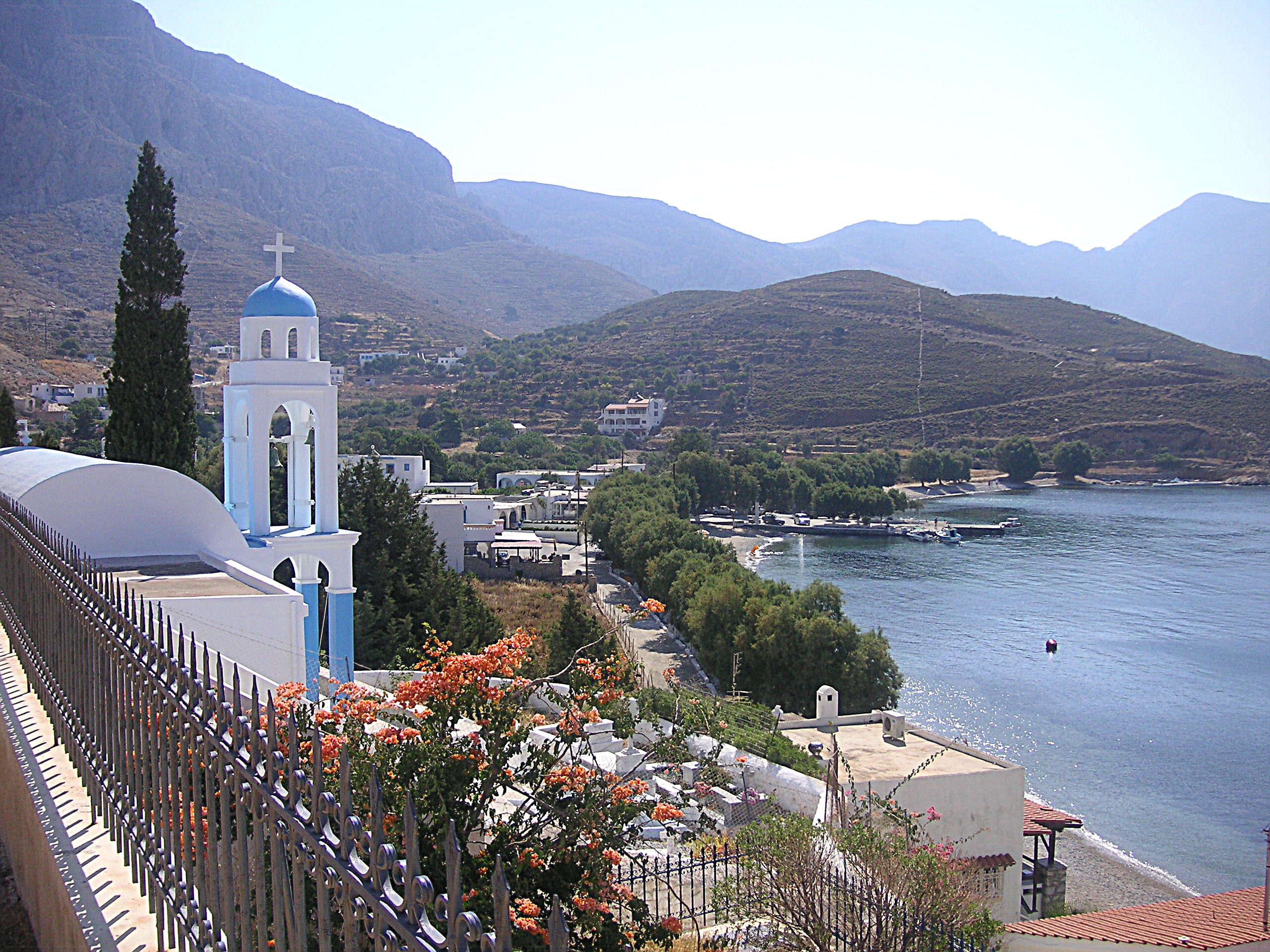
Panorama di Emporios

Calimno (in greco Κάλυμνος?, Cálymnos; in italiano anche Càlino) è un'isola greca del mar Egeo facente parte del Dodecaneso. È famosa per l'abilità dei suoi abitanti nel pescare le spugne e per essere uno tra i centri più rinomati al mondo per la pratica dell'arrampicata sportiva.

## Geografia
Calimno è un'isola montuosa e brulla. Ha una forma massiccia con una lunga e smilza penisola che si protende verso Leros. Le sue coste sono assai frastagliate e al largo si trovano numerosi scogli e isolotti tra cui i più importanti sono Telendos, sul versante occidentale e Pserimos su quello orientale.

## Storia
In contrasto con l'abbondante materiale archeologico rinvenutovi, la storia di Calimno è poco nota. Omero la cita nell'Iliade come una delle isole Calydnae. (Le altre erano probabilmente Leros, Telendos). Calimno fu colonizzata dai Dori. Al tempo delle guerre persiane fu soggetta ad Artemisia I di Alicarnasso insieme alla vicina isola di Coo e Nisiro. Finite le guerre divenne un'alleata di Atene.
Ovidio la descrive come "l'isola dai boschi ombrosa" in contrasto con l'aspetto odierno dell'isola, alquanto spoglio. L'isola produce fichi, vino ed olio oltre ad un eccellente miele per cui era già celebre nell'antichità. Un sito archeologico si trova nella valle del porto di Linaria sul versante occidentale dell'isola. Le principali rovine sono quelle della grande chiesa dedicata a Cristo di Gerusalemme costruita sopra le fondamenta di un precedente tempio di Apollo di cui rimane ancora qualche traccia. L'epoca ellenistica è documentata nella zona di Vathy. Una necropoli è stata individuata a Damos. 
Nel 1912, in seguito alla guerra italo-turca, fu occupata dall'Italia. La sovranità italiana venne riconosciuta nel 1923. Per due anni, fu governata dal Generale Francesco Traina Gucciardi.
Il 24 settembre 1943 fu occupata dalle truppe britanniche, che la evacuarono il 4 ottobre, in seguito all'occupazione tedesca di Coo. Il 7 ottobre 1943 fu occupata dai tedeschi, dopo che metà delle truppe italiane si erano rifugiate in Turchia. Parte delle truppe italiane continuò la resistenza per circa un mese nell'interno dell'isola, prima di essere catturate. Occupata dalle truppe britanniche nel maggio 1945, fu annessa alla Grecia nel 1948.

## Centri abitati

### Pothia
Pothia è il centro più importante e la sede del municipio. È affacciata su una profonda insenatura della costa occidentale. Pothia ha un piccolo museo archeologico accolto nella villa della famiglia Vouvalis. Le collezioni spaziano dal periodo arcaico, classico a quello ellenistico e provengono per lo più dalla necropoli di Damos.
La villa della famiglia Vouvalis è stata restaurata e riportata all'aspetto del secolo XIX quando Calimno era un fiorente centro di pesca delle spugne.

#### Castello della Crysocherià
A metà circa della strada tra Pothia e Chora, si ergono su un'altura le rovine del castello di Chrysocherià costruito al tempo in cui il Dodecaneso era sottoposto al dominio dei Cavalieri ospitalieri. Lungo la scala in pietra che conduce all'ingresso orientale castello si vedono gli stemmi del cavaliere Fantino Querini governatore di Coo e del Gran Maestro Jean Bompart de Lastic che ne decisero la costruzione tra il 1445 e il 1450. Sono visibili anche i blasoni di Adimaro Dupuy (1464 – 1466) e di Giacomo de la Geltru sotto i cui governi il castello fu rimaneggiato. Oggi il castello con le sue due torri e i suoi due ingressi si presenta in buone condizioni grazie ad interventi della fine del XX secolo. Al suo interno però restano solo tracce delle antiche costruzioni. Tra queste è la chiesetta di Crysocherià (la Madonna dalle mani d'oro) che preesisteva al castello. A breve distanza vi sono i ruderi di due mulini per la macina del grano di proprietà del cavalier Querini. Il castello fu abbandonato poco dopo, alla fine del XV secolo a seguito delle frequenti incursioni dei Turchi. Non fu più restaurato perché il governo aveva deciso la costruzione di una più grande fortezza a Chora in posizione più sicura. Quest'ultima fortezza fu completata nel 1495.

### Chora
Chora era l'antica capitale di Calimno. Oggi è un piccolo villaggio del retroterra, ad ovest del capoluogo. Sul monte che la sovrasta stanno i ruderi di un'antica fortezza bizantina. 
Tra Chora e Panormos si trovano i ruderi della chiesa di Cristo di Gerusalemme, fondata su un antico tempio di Apollo.

#### Megalo Kastro
Megalo Kastro è una fortezza costruita alla fine del XV secolo dai cavalieri di Rodi con lo scopo di difendere Kalymno dalla incombente minaccia turca. Megalo Kastro, il cui nome tradotto in italiano è Grande Fortezza, si trova ad un'altezza di 255 metri. La fortezza poteva ospitare una popolazione di 1.200 persone. All'interno si trovano numerose chiesette. La fortezza continuò ad essere abitata anche negli anni successivi della dominazione ottomana. Fu abbandonata solo verso la fine del XVIII secolo, quando diminuì il fenomeno della Pirateria e le coste furono nuovamente sicure.

### Myrties
Myrties è un villaggio su un promontorio della costa occidentale in posizione molto pittoresca, di fronte all'isola di Telendos. Vicino alla chiesetta di Agios Ioannis sono visibili i resti di un tempio.

### Masouri
Masouri è a 1 km più a nord di Myrties; è anch'essa una stazione balneare con molte spiagge nei suoi dintorni.

### Emporiòs
Emporiòs (in greco Εμπορειός?) è una località balneare lungo la smilza penisoletta che si protende verso Nord Ovest fin quasi a toccare Lero. Nelle vicinanze di Emporiòs si trova il sito archeologico di Kastrì, un antico luogo fortificato. Un sentiero in salita conduce alla porta munita di due torri, di cui una ancora in piedi. All'interno del perimetro delle mura sono visibili tracce delle fondamente di vari edifici. Vi sono stati identificati un frantoio e due cisterne. Kastrì fiorì tra il IV e il III secolo a.C..

### Vathy
Vathy è un centro della costa orientale allo sbocco di una fertile valle che fu abitata fin dal Neolitico come hanno dimostrato importanti rinvenimenti in vari punti della zona.
Tra questi i più importanti sono:

#### La Grotta di Daskaliò
La grotta di Daskaliò si trova nel profondo e stretto golfo di Rina sulla rocciosa costa a nord dello scalo di Vathy. Nel 1922 fu esplorata dall'archeologo Amedeo Maiuri. All'interno della grotta vennero ritrovati reperti del Neolitico e dell'età del bronzo. Fra questi spiccano un'ascia in pietra, un idolo in bronzo del minoico, un disco in terracotta del minoico di mezzo e vasi micenei.

#### Collina Peristeriàs
La Collina di Peristerià (in italiano: Collina della Colomba) si trova nell'insenatura di Vathy, dalla parte opposta alla grotta di Daskaliò. È un sito che fu abitato alla fine Neolitico. La zona che si estende fino in località Voukolià al limite della strada asfaltata, ha prodotto alcuni vasi in ceramica nera del periodo geometrico. Non vi sono state rinvenute tracce di abitazioni. Probabilmente queste erano costituite da capanne.

#### Il centro di Kastella
Il centro di Kastella si trova lungo le pendici del monte a settentrione di Vathì, a 500 m di distanza dalla località Metòchi. Le imponenti rovine si allargano fino al monte Rito ad occidente. Le costruzioni (circa 50), disposte su assi ortogonali, erano realizzate con blocchi di pietra locale, di forma quadrata e trapezoidale, posti l'uno sull'altro senza l'uso di materiali leganti. Alcune pietre hanno dimensioni di 1,60 m di altezza x 1,30 m di lunghezza. Nella parte alta dell'abitato si trovano mura spesse che appartenevano forse ad un tempio o all'abitazione di qualche dignitario. Il luogo fu abitato dalla preistoria fino all'età classica. Vi sono stati ritrovati idoli fittili della tarda età del bronzo, monili della tarda età del bronzo, monete di Mileto e di Coo e punte di frecce in bronzo del V secolo a.C. Probabilmente gli abitanti erano di etnia Caria. L'abitato cessò di esistere nel V secolo a.C.

#### L'acropoli di Embola
L'acropoli di Embola era un luogo fortificato nella valle di Vathy, ad est della località Metòchi. È visibile il muro di cinta spesso poco più di 1 metro e con un perimetro di 75x 42 metri. Vi si aprivano porte di 4 metri di larghezza. L'acropoli fu costruita nel IV secolo a.C. e fu abitata per tutto il periodo ellenistico.

#### La basilica Taxiarchi
La basilica Taxiarchi si trova a nord dell'acropoli di Embola. Fu costruita nel VI secolo d.C. con materiali di recupero dell'acropoli. Era una chiesa paleocristiana di 21,60 x 13,60 m, con il pavimento decorato a mosaico colorato per lo più con motivi geometrici. Vicino c'è una chiesa con tracce di affreschi del XIII e del XIV secolo.

#### Rina
Rina era un porto del versante orientale, oggi all'interno. Il nome deriva da un'antica basilica paleocristiana di Santa Irene (La pace divina) o, più probabilmente, dalla parola greca "reo" che significa scorrere. L'agglomerato fu fiorente nella prima era bizantina (V e VI secolo d.C.). Le abitazioni private erano dotate di cisterne per la conservazione di acqua potabile. Vi sono state rinvenute 7 chiese. L'abitato decadde nell'VIII secolo, molto probabilmente per le sempre più frequenti incursioni di Arabi dal mare. Si sviluppò nuovamente nel X secolo con la ripresa dello Stato bizantino.

#### Stimenia
Stimenia è una località corrispondente alla zona nord ovest della valle di Vathy. A 50 metri dai ruderi della chiesa bizantina di San Nicola c'è una grotta che fu abitata in epoca preistorica. Intorno alla chiesa sono state rinvenute tombe di epoca bizantina.

#### Elies
Elies è una località molto piccola, in realtà praticamente una piazza, lungo la strada che da Arxangelos porta a Myrties. Ritrovo serale di giovani e turisti, Elies conserva il naturale clima di ospitalità e allegria tipico della Grecia.

## Sito d'arrampicata

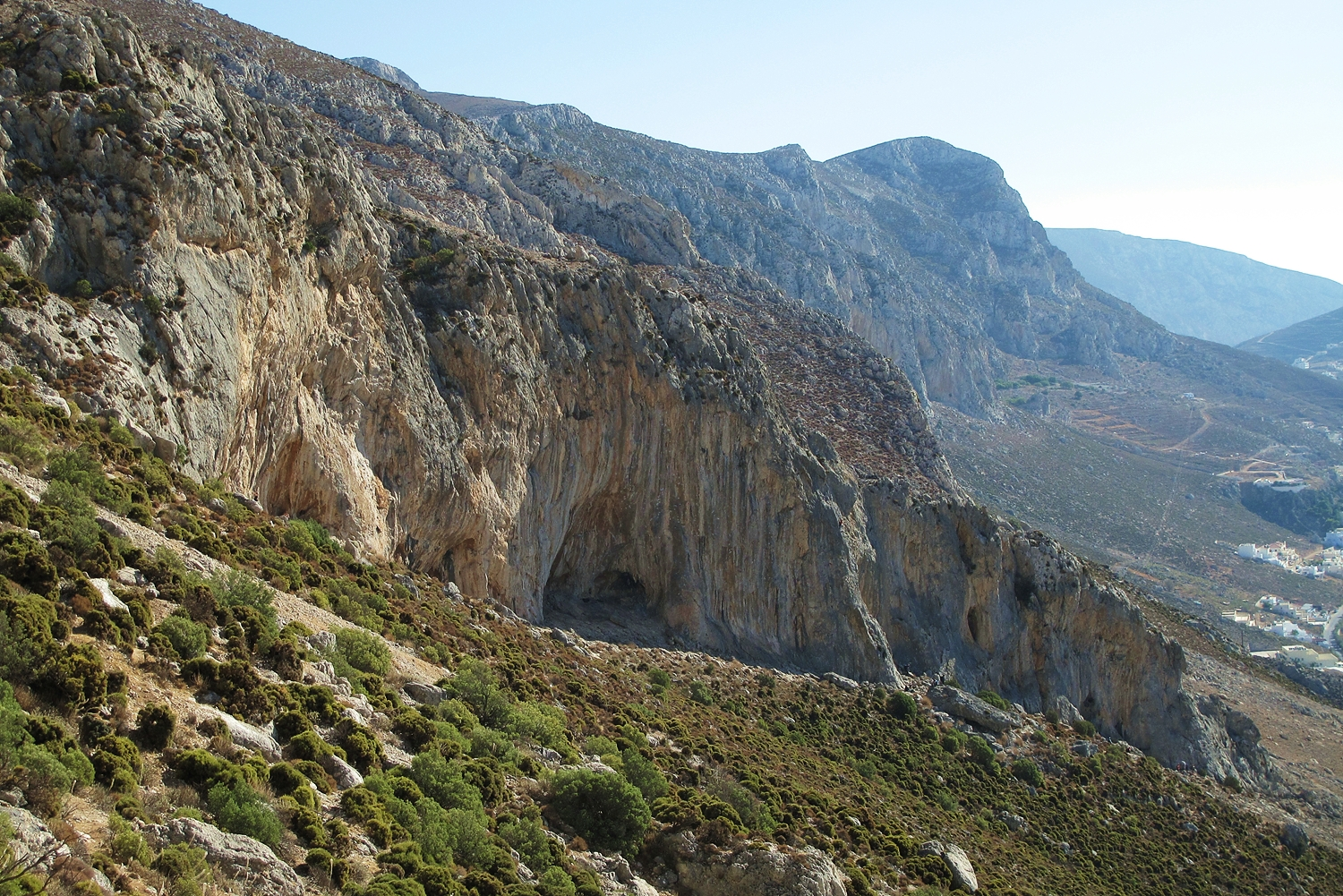
Una delle pareti d'arrampicata di Kalymnos, il settore Odyssey

L'isola è un importante sito d'arrampicata che offre più di 3000 vie verticali e strapiombanti su roccia calcarea. Grazie al clima prevalentemente asciutto può essere considerata una meta adatta per ogni stagione, sebbene la primavera e l'autunno siano le stagioni migliori per praticare.
Sull'isola sono presenti vie per ogni stile di arrampicata, ma il tratto distintivo sono sicuramente le vie strapiombanti in grotta caratterizzate da grosse stalattiti sporgenti dalla parete.

### I settori
Alcuni tra i settori più classici e frequentati dell'isola sono:
- Afternoon
- Ahri
- Grande Grotta
- Odyssey
- Panorama
- Secret Garden
- Sikati Cave

### Le vie
Le vie più difficili:
- 9a/5.14d:
  - Los Revolucionarios - 25 maggio 2009 - Adam Ondra[2]
- 8c+/5.14c:
  - Inshallah - ottobre 2007 - Nicolas Favresse[3]
  - Gora Guta Gutarak - maggio 2007 - Nicolas Favresse[4]
  - Titanthrope - 23 ottobre 2006 - Dave Graham

## Amministrazione

### Gemellaggi
Calimno è gemellata con:
- Arles, dal 2004